# Callistege oranensis
Callistege oranensis är en fjärilsart som beskrevs av Rothschild 1920. Callistege oranensis ingår i släktet Callistege och familjen nattflyn. Inga underarter finns listade i Catalogue of Life.